# 정오의 출격
《정오의 출격》(Twelve O'Clock High)은 미국에서 제작된 헨리 킹 감독의 1949년 드라마, 전쟁 영화이다. 그레고리 펙 등이 주연으로 출연하였고 대릴 F. 재넉 등이 제작에 참여하였다.
이 영화는 아카데미상에 4번 후보로 지명되었고 2번 입상하였다: 딘 재거의 아카데미 남우조연상, 토머스 T. 몰튼의 아카데미 음향효과상.
1964년 ABC에서 동명의 텔레비전 드라마를 제작하여 총 3 시즌을 방영하였다. 주인공은 시즌 1에서는 로버트 랜싱이, 시즌 1 말미부터는 폴 버크가 맡았다. 드라마는 본 영화 내 전투 장면 촬영분을 거의 그대로 재활용하였다.

## 출연

### 주연
- 그레고리 펙

### 조연
- 휴 말로
- 게리 메릴
- 밀러드 미철
- 딘 재거
- 로버트 아서
- 폴 스튜어트
- 존 켈로그
- 밥 패튼